# Josef Haider (Politiker)
Josef Haider (* 19. März 1856 in Niederland, Gemeinde Unken, Bezirk Zell am See; † 16. Januar 1942 in Unken) war Landwirt und Abgeordneter zum Österreichischen Abgeordnetenhaus.

## Leben
Josef Haider war Sohn des Landwirts Johann Haider († 1886). Er wurde im Jahr 1882 ebenfalls Landwirt (vulgo Pichlerbauer) in Niederland und übergab seinen Hof im Jahr 1927 an einen seiner Söhne.
Josef Haider war von 1894 bis 1897 und von 1900 bis 1909 Bürgermeister von Unken und auch Ehrenbürger von Unken. Er hatte den Berufstitel Ökonomierat.
Er war römisch-katholisch und ab 1888 verheiratet mit Maria Reiter († 1891), mit der er eine Tochter und einen Sohn hatte. Nach dem Tod seiner Ehefrau heiratete er im Jahr 1895 Maria Hinterseer, mit der er sechs Töchter und acht Söhne hatte, wobei eine Tochter jung verstarb.

## Politische Funktionen
Josef Haider war vom 31. Januar 1901 bis zum 30. Januar 1907 Abgeordneter des Abgeordnetenhauses im Reichsrat (X. Legislaturperiode) und war dort für die Kurie allgemeine Wählerklasse zuständig.

## Klubmitgliedschaften
Josef Haider war Mitglied im Verband der Deutschen Volkspartei.